# Ханафорд (Северна Дакота)
Ханафорд (енгл. Hannaford) град је у америчкој савезној држави Северна Дакота.

## Демографија
По попису из 2010. године број становника је 131, што је 50 (-27,6%) становника мање него 2000. године.
| Група             | 2000.       | 2010.       |
| Белци             | 180 (99,4%) | 128 (97,7%) |
| Афроамериканци    | 0 (0,0%)    | 0 (0,0%)    |
| Азијати           | 0 (0,0%)    | 0 (0,0%)    |
| Хиспаноамериканци | 0 (0,0%)    | 0 (0,0%)    |
| Укупно            | 181         | 131         |